# アレクサンドリアのフィロン

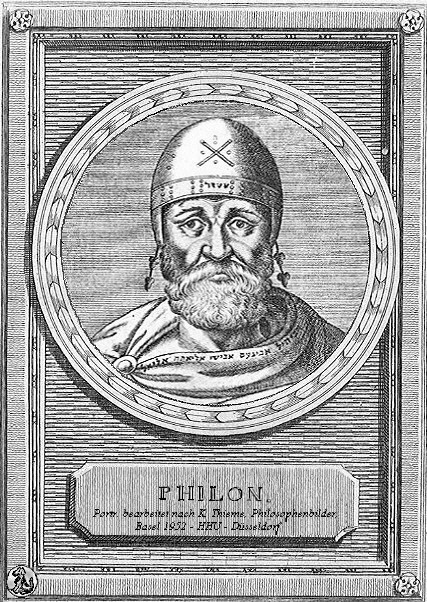
アレクサンドリアのフィロン

アレクサンドリアのフィロン（ラテン語：Philon Alexandrinus、ヘブライ語：יוסף בן פילון האלכסנדרוני、紀元前20/30年? - 紀元後40/45年?）は、ローマ帝国ユリウス＝クラウディウス朝時期にアレクサンドリアで活躍したユダヤ人哲学者。豊かなギリシア哲学の知識をユダヤ教思想の解釈に初めて適用した。ギリシア哲学を援用したフィロンの業績はユダヤ人には受け入れられず、むしろ初期キリスト教徒に受け入れられ、キリスト教思想のルーツの1つとなった。

## 生涯
生涯についてはほとんど知られていないが、アレクサンドリアのユダヤ人共同体（ディアスポラ）の指導グループに属していたらしい。そのことはフィロンがアレクサンドリアのユダヤ人とギリシア人の間で紛争が起こったことに際して、ユダヤ人の代表団の一人としてローマ皇帝カリグラへの陳情のため、ローマへ旅行したことからわかっている。

## 思想の特徴
フィロンは旧約聖書を注解するのに比喩的解釈を多用した。また、ギリシア思想に由来するロゴスやイデア論の概念をユダヤ教思想の理解に初めて取り込んだ。フィロンはプラトンの著作とくに『ティマイオス』に影響を受け、旧約聖書とプラトン哲学が調和的であると考えた。フィロンはプラトンを「ギリシアのモーセ」と呼んで、プラトンの思想にモーセが影響を与えたと考えた。
ロゴスが神の言葉である、という思想は、後にキリスト教において、イエス・キリストが天地の創造に先立って存在したという「先在のイエス」の思想と結びつき、イエスがロゴスであるという思想にいたった。それだけでなくフィロンの著作は、初期キリスト教と教父たちの思想、いわゆるアレクサンドリア学派に大きな影響を与えている。

## 著作
フィロンはギリシア語で多くの著作を残しているが、その内容はいくつかに分類できる。
以下に主要なものを列挙する。
- 聖書注釈　これらは創世記についての注釈である。
  - 「比喩的解釈I・II・III」天地創造に関する記事の注釈
  - 「ケルビムについて」　アダムとエバの物語の最終部分の注釈
  - 「カインとアベルのささげものについて」　
  - 「カインの末裔について」　アベルを殺して追放されたカインの後半生と子孫に関する部分の注釈
  - 「巨人たちについて」　神の子らと人間の娘の間にうまれた巨人族ネフィリムに関する部分の注釈
  - 「神の不変性」　「ノアの箱舟」に関する記事の一部の注釈
  - 「ノアの農事について」　洪水後のノアの生活に関する記事の部分の注釈　　　
  - 「泥酔について」　上に同じ
  - 「覚醒について」　上に同じ
  - 「言葉の混乱について」　バベルの塔に関する記事の注釈
  - 「アブラハムの移住について」ハランを出たアブラハムの旅の記事の注釈
  - 「神聖なるものを誰が継ぐのか」アブラハムに関する記事の注釈
- 旧約の太祖に関するもの
  - 「アブラハムについて」
- 律法解釈
  - 「モーセの生涯」
  - 「十戒について」
  - 「特別な律法について」
  - 「世界の創造について」
  - 「ヨセフについて」
- そのほか
  - 「すべての善人は自由であること」
  - 「フラックスへの反論」
  - 「摂理について」　オリジナルは失われ、アルメニア語版のみ現存
  - 「観想生活」観想的生活・自由論 (ユダヤ古典叢書) 教文館  土岐健治 訳
  - 「ユダヤ人のための弁明」
  - 「ガイウスへの使節」

他にも多くの著作があったといわれているが、失われている。